# Grænseværdi (matematik)
 For alternative betydninger, se Grænseværdi. (Se også artikler, som begynder med Grænseværdi)
 Der er for få eller ingen kildehenvisninger i denne artikel, hvilket er et problem. Du kan hjælpe ved at angive troværdige kilder til de påstande, som fremføres i artiklen.

Grænseværdi har været et centralt begreb i matematikken siden infinitesimalregningens opståen i slutningen af det 17. århundrede. En grænseværdi er den værdi en matematisk størrelse nærmer sig, hvis man kigger på et bestemt udviklingsforløb. Med andre ord, hvis man følger en størrelses udvikling indtil et bestemt punkt, hvad vil man så gætte på, dens værdi er, når den når til dette punkt? Det mest "kvalificerede" gæt kaldes for størrelsens grænseværdi.
Denne beskrivende måde at definere begrebet på, som vil blive uddybet nedenfor, ligner nogle af de måder, man definerede begrebet på i det 17. og 18. århundrede. Imidlertid skulle det vise sig, at beskrivelsen rummede en vis mangel på præcision, så der i konkrete tilfælde kunne sås tvivl om, hvorvidt man havde fundet den rigtige grænseværdi, eller om en grænseværdi overhovedet var mulig at finde. I starten af det 19. århundrede definerede Weierstrass begrebet formelt, hvilket mange før ham havde forsøgt, men hans definition har vist sig at have sådan en styrke til matematisk bevisførelse, at det er den, der bliver brugt af matematikere i dag.
Eksempler på grænseværdier:

{\displaystyle \lim _{x\to {\infty }}\int _{1}^{x}{\frac {1}{x}}\,dx=\infty }

{\displaystyle \lim _{x\to {\infty }}\int _{1}^{x}{\frac {1}{x^{2}}}\,dx=1}

## Hvordan skal begrebet forstås rent intuitivt
Med ordet intuitivt menes her modsætningen til formelt, hvilket betyder at dette afsnit vil beskrive grænseværdi med ord og eksempler, hvorimod formler og beviser gemmes til senere.
Som det blev beskrevet i indledningen, handler grænseværdi om, hvilken værdi en matematisk størrelse nærmer sig, når man følger dens udvikling frem mod et givet punkt. Nedenfor gives to eksempler på, hvordan noget kan nærme sig en grænseværdi, mens det tredje eksempel nuancerer forståelsen af grænseværdibegrebet, ved at vise at det slet ikke er en selvfølge, at en matematisk størrelse har en grænseværdi.

### Eksempel: Et nyplantet grantræ
Man kunne f.eks. stille spørgsmålet: Hvor højt er det grantræ, jeg lige har plantet, om 5 år? Hvis træets højde ses som en matematisk størrelse, vil denne (højden) ændre værdi med tiden, og hvis man følger højdens udvikling frem til øjeblikket før de 5 år er gået, har man sikkert et godt bud på, hvor højt træet er i selve det øjeblik det fylder 5 år. Hvis nu træet bliver fældet i samme øjeblik, som det fylder 5 år, er grænseværdien dog stadig den samme. Grænseværdi skal forstås som tæt knyttet til udviklingen indtil punktet, mens den er helt uafhængig af, hvad der faktisk sker på det givne punkt.

### Eksempel: Hvis man hver gang går halvdelen af vejen
Hvis man har en matematisk størrelse x, der til at starte med har værdien nul, og nu lader den bevæge sig mod værdien 1 på følgende måde:
- I første skridt flytter x sig halvdelen af vejen, således at x bliver {\displaystyle {\tfrac {1}{2}}}. Afstanden fra x til 1 er nu ligeledes {\displaystyle {\tfrac {1}{2}}}.

- I næste skridt flytter x sig halvdelen af den afstand, der nu er til 1. Dermed bliver x til {\displaystyle {\tfrac {3}{4}}}, ligesom den resterende afstand fra x til 1 bliver {\displaystyle {\tfrac {1}{4}}}.

- Hvis man fortsætter denne halvering en hel masse gange, kan det synes besværligt at udregne, hvad x bliver, men afstanden til 1 bliver i hvert fald halvt så stor hver gang.

- Hvilken værdi nærmer x sig, hvis man fortsætter i al evighed? Eller med andre ord, hvad er grænseværdien for x, når antallet af skridt går mod uendeligt? Med andre ord igen, hvilken værdi kommer x tættere og tættere på igennem denne udvikling? Kan man få x ligeså tæt det skal være på en bestemt værdi, hvis man bare tager tilpas mange skridt? Svaret er at grænseværdien er 1. Hvad nu hvis nogen så kommer og påstår, at ganske vist kan man få x tæt på 1, men ikke tættere på end en tusindedel. Prøv at tage 10 skridt i udviklingen. Så er afstanden fra x til 1 blevet delt med to ti gange, hvilket svarer til at dele med {\displaystyle 2^{10}=1024}. En 1024-del er mindre end en tusindedel, så dermed er det vist, at man kan komme tættere på end en tusindedel. Denne tankegang, hvor man bliver stillet opgaven "kan du komme tættere på end en bestemt afstand?", er den tankegang, der ses afspejlet i Weierstrass' definition, som behandles senere.

### Eksempel: Hvis størrelsen ændrer sig hurtigt
Til sidst kommer dette lille modeksempel, så man kan se, at det ikke er alle udviklinger, der går mod en grænseværdi. Lad os sige, at vi har en matematisk variabel, x. Forestil dig følgende om x:
- I tidsrummet fra nu til om en halv time ændrer x sig løbende, så den antager alle værdier

mellem 0 og 1.
- I løbet af det næste kvarter gennemgår x samme udviklingsforløb, dvs. dobbelt så hurtigt.

- Sådan fortsætter udviklingen, dvs. tidsrummet halveres hver gang, så x må ændre sig dobbelt så hurtigt.

- Bemærk hvordan den tidsmæssige afstand, til at der er gået 1 time, halveres hver gang. Dvs. at tiden ifølge eksempel 2 går mod grænseværdien 1 time.

- Spørgsmålet er nu: hvad går x mod, når tiden går mod 1 time?

## Endelige grænseværdier og grænsepunkter
Det er almindelig matematisk praksis at skelne mellem ordene 'værdi' og 'punkt' på følgende måde: Ved et punkt forstår man et element i definitionsmængden, mens man ved en værdi forstår et element i værdimængden. Der er en nuanceforskel på ordenes betydninger, når man sætter 'grænse' foran. Man kan sige, at et grænsepunkt relaterer sig til definitionsmængden, men ikke behøver at ligge deri. På samme måde relaterer grænseværdier sig til værdimængden, men de behøver heller ikke at ligge deri. Hovedsagen er, at ordet punkt har noget at gøre med urbilledet af en funktion, mens værdi har noget at gøre med billedet. Både grænseværdier og grænsepunkter kan være + eller – uendeligt, men da disse tilfælde kræver en lidt anden behandling, er det mere naturligt at beskrive det endelige tilfælde først.

### Intuitiv definition
Grænseværdi handler om, hvordan et matematisk udtryk opfører sig, når man lader den uafhængige variabel gå mod et givet punkt. Hvis udtrykket nærmer sig en bestemt værdi, når variablen nærmer sig det givne punkt, kalder man denne værdi for udtrykkets grænseværdi. F.eks. kan man sige, at {\displaystyle x^{2}} nærmer sig værdien 4, når x nærmer sig 2. Derimod kan man ikke sige, at udtrykket {\displaystyle \sin \left({\tfrac {1}{x^{2}}}\right)} nærmer sig nogen bestemt værdi, når x nærmer sig 0. Det sidste eksempel er lidt specielt, og hører egentlig ikke hjemme i dette afsnit, da {\displaystyle {\tfrac {1}{x^{2}}}} går mod uendeligt, når x går mod 0.

### Formel definition
I dag defineres begrebet formelt således:
Lad en funktion f(x) og et (grænse)punkt {\displaystyle x_{0}}, der ikke behøver at ligge i f's definitionsmængde, være givet. Så siges a at være f's grænseværdi for x gående mod {\displaystyle x_{0}}, når der til ethvert {\displaystyle \epsilon >0} eksisterer et {\displaystyle \delta >0} så
{\displaystyle 0<\left|x-x_{0}\right|<\delta \Rightarrow \left|f(x)-a\right|<\varepsilon }
svarende til Weierstrass' definition fra starten af det 19ende århundrede. Når man har fordøjet substansen af denne definition, ser man at budskabet i høj grad stemmer overens med den intuitive definition af grænseværdi. Dog er det blevet specificeret, at det er x, der bestemmer over f(x) i den forstand, at ved at betinge på afstanden mellem x og {\displaystyle x_{0}}, betinger man som følge deraf på afstanden mellem f(x) og a. Desuden er definitionen sådan lavet, at man kan tage et konkret {\displaystyle \epsilon } og forsøge at finde et passende {\displaystyle \delta }, så implikationen er opfyldt. Deraf følger den bevistype, der er gennemgået i det næste afsnit.

### Bevisε−δ{\displaystyle \varepsilon -\delta }
I mange tilfælde undlader man at bevise, at en given værdi er en grænseværdi, fordi det er intuitivt klart som i eksemplet med {\displaystyle x^{2}}, der nærmer sig 4, når x nærmer sig 2. Lad os alligevel, for at tage et overskueligt eksempel, se beviset for dette for derved at blive introduceret til den bevis-type, der bliver kaldt for {\displaystyle \varepsilon -\delta }-bevis. Her er først en skitse af fremgangsmåden:

1. Lad {\displaystyle \varepsilon >0} være givet (standardformulering)

2. Analysér den funktion, du ønsker at vise har den givne grænseværdi

3. Find vha. analysen et {\displaystyle \delta >0}, der "afparrerer" {\displaystyle \epsilon }
.

Her gennemgås en demonstrationen af dette i praksis:

1. Vi lader et vilkårligt {\displaystyle \epsilon }, der er større end nul, være givet.

2. Hvis man holder sig inden for intervallet [0,4] er funktionen {\displaystyle x^{2}} en voksende funktion. Hvis man nu kigger på delintervallet {\displaystyle [2-\delta ,2+\delta ]}, hvor {\displaystyle \delta } er et tal mellem 0 og 2, vil funktionsværdierne, da funktionen er voksende, ligge mellem funktionsværdierne i intervallets endepunkter. Et par udregninger viser så, at funktionsværdierne tilhører intervallet {\displaystyle [4-4\delta +\delta ^{2},4+4\delta +\delta ^{2}]}. Specielt ligger de inden for det større interval {\displaystyle [4-(4\delta +\delta ^{2}),4+(4\delta +\delta ^{2})]}. Ud fra denne lille analyse, er vi nu klar til at finde vores {\displaystyle \delta }.

3. Vi ønsker altså, at finde et {\displaystyle \delta }, så funktionsværdierne af intervallet {\displaystyle [2-\delta ,2+\delta ]} ligger skarpt inden for afstanden {\displaystyle \epsilon } til den formodede grænseværdi, som er 4. Som det ses af analysen, skal vi nu blot gøre vores {\displaystyle \delta } så tilpas lille, at {\displaystyle 4\delta +\delta ^{2}} er skarpt mindre end {\displaystyle \epsilon }. Hvis man ikke bryder sig om at håndtere denne andengradsligning, kan man f.eks. benytte antagelsen, at {\displaystyle \delta } er skarpt mindre end 2. Dette kan bruges til at opnå følgende ulighed {\displaystyle 4\delta +\delta ^{2}=(4+\delta )\delta <(4+2)\delta }. Dette kan nu igen vurderes mindre end {\displaystyle \epsilon } ved at vælge et {\displaystyle \delta }, der er mindre end {\displaystyle {\tfrac {\varepsilon }{6}}}.
Lad os rekapitulere situationen. Man lagde ud med et {\displaystyle \epsilon }, hvor det var afgørende, at man vidste så lidt om dette epsilon som muligt, for at opnå den størst mulige generalitet. Derpå analyserede vi det forhold, vi netop ønskede at kunne styre, nemlig hvor stor spredning der var på funktionsværdierne i forhold til længden af et symmetrisk interval omkring grænspunktet. Det der kunne være gået galt var, hvis spredningen af funktionsværdierne ikke havde været domineret af en funktion af længden af det symmetriske interval. I dette tilfælde var spredningen af funktionsværdierne heldigvis domineret af
{\displaystyle 4\delta +\delta ^{2}}, der er en funktion af {\displaystyle \delta } (som er halvdelen af længden på intervallet). Prøv at overveje, hvorfor analysedelen af beviset ikke vil lykkes for funktionen {\displaystyle \sin \left({\tfrac {1}{x^{2}}}\right)} og grænsepunktet 0.

## Når grænsepunktet er uendeligt
I de tilfælde, hvor man ønsker at finde grænseværdien når x går mod enten + eller – uendeligt, giver det ikke længere mening at tale om at x har afstanden {\displaystyle \delta } til grænsepunktet. Derfor er den ovenstående definition utilstrækkelig.

### Intuitiv definition
Til den intuitive definition skal der blot knyttes kommentaren, som den opmærksomme læser også vil se afspejlet som den eneste forskel på den ovenstående og den nedenstående definition. Det handler nemlig om, hvad det vil sige at gå mod uendeligt. Når vi siger, at en variabel går mod plus/minus uendelig, mener vi at den vokser eller mindskes uden nogen (endelig) grænse. Der er ikke tale om, at den nogensinde antager værdien uendelig, men at den kan blive arbitrært stor eller lille.

### Matematisk definition
Lad os nøjes med at definere begrebet for x gående mod + uendeligt, da det andet tilfælde er analogt. Definition ser således ud:
Lad en funktion f(x) være givet. Så siges a at være f's grænseværdi for x gående mod {\displaystyle \infty }, hvis der til ethvert {\displaystyle \epsilon >0} eksisterer et {\displaystyle n\in \mathbb {N} } så
{\displaystyle x>n\Rightarrow \left|f(x)-a\right|<\varepsilon }

## Afrunding
Til slut er det værd at nævne, at grænseværdibegrebet er tæt beslægtet med begrebet kontinuitet (især punktvis kontinuitet), men der er to forskelle. Dels at punktet som i definitionen ovenfor betegnes {\displaystyle x_{0}}, IKKE behøver at ligge i funktionens definitionsmængde. Dels at grænseværdien i alle andre tilfælde ikke behøver at være lig funktionsværdien {\displaystyle f(x_{0})}.